# Бунт лорда Гордона
Бунт лорда Гордона (Мятеж лорда Гордона, англ. Gordon Riots) — антикатолические массовые беспорядки в Лондоне 2—9 июня 1780 года, ставшие самыми разрушительными в Британии XVIII века.

## История
Беспорядки были направлены против «Акта о папистах» 1778 года, отменявшего преследование католических священников и расширявшего участие католиков в общественной жизни при условии принесения особой присяги (политического характера), а также разрешавшего католикам служить в армии, владеть землёй и содержать школы.
Решение о смягчении положения католиков было принято правительством Фредерика Норта в разгар Войны за независимость США и имело одной из целей увеличить количество военных рекрутов. Мятежники опасались, что появление католиков в армии подорвёт боеспособность Великобритании (на стороне борцов за независимость США выступали соединённые «семейным согласием» католические Франция и Испания). За организацией мятежа стояла влиятельная группировка оппозиционных вигов во главе с будущим премьер-министром графом Шелбёрном, стремившимся свалить правительство тори. В свою очередь сторонники правительства Норта обвиняли самих мятежников в связях с французами и попытке под прикрытием антикатолических лозунгов поднять бунт в тылу воюющей страны.
Неконтролируемые демонстрации и беспорядки считались частью повседневной политики в Англии XVIII века. Для маргинализированных членов общества, не имевших права голоса, единственным способом политического самовыражения являлись подобные устрашающие собрания.
Беспорядки получили название по имени лорда Джорджа Гордона, эксцентричного главы «Ассоциации протестантов», настаивавшей на отмене «Акта о папистах». Ещё 2 февраля 1779 года её членами устроены были погромы католиков в Перте и Эдинбурге, где сожжены были часовни в Чалмерс Клоуз, недалеко от Лейт Винд и в Блэкфрайарс Винд.
В Лондоне столкновения начались 2 июня 1780 года, когда ассоциация подала в парламент Великобритании петицию с требованием отмены акта; 40—60 тысяч человек, многие из них с голубыми кокардами (символом ассоциации), двинулись к Вестминстерскому дворцу, выкрикивая антикатолические лозунги. По ходу шествия толпа разрасталась. Во главе процессии шёл Гордон, который был принят парламентом и вручил петицию (отклонённую подавляющим большинством голосов), однако оставшаяся у ворот парламента толпа вышла из-под контроля, и начались массовые беспорядки.
Манифестанты нападали на приезжавших в парламент членов палаты лордов, ломали их кареты, устраивали разрушения и грабежи в городе. На другой день начались антикатолические погромы, громили ирландцев, живших в районе Мурфилд (там была обширная незастроенная площадь, где собрались мятежники), а также сардинское и баварское посольства. Ньюгейтская тюрьма была взята штурмом, сожжена и отчасти разрушена, заключённые разбежались. На тюрьме было написано: «Его величество король Толпа» (King Mob). Поджигались церкви и дома католических проповедников, однако собравшийся в понедельник 5 июня в Сент-Джеймском дворце Тайный совет так и не принял никаких адекватных мер или гарантий для пресечения бесчинств, и лишь король Георг III в своей датированной тем же числом прокламации обещал вознаграждение 500 фунтов за выдачу поджигателей. 
6 июня, получив известие о том, что собравшиеся утром 220 членов палаты общин наотрез отказались обсуждать петицию «Союза протестантов», беснующиеся толпы захватили все мосты через Темзу, разорили дом лондонского судьи Хайда и сожгли большую винокурню ирландца-католика Лэнгдейла в Холборне, расхитив и распив практически все её обширные запасы. Причин первоначально вялой реакции властей на происходящее было несколько, сказывалось отсутствие опыта в подавлении массовых городских возмущений, которых столица не видела с конца XVI столетия, а также ненадёжность магистратов, в массе своей увлечённых протестантской агитацией, и слабость городской полиции, состоявшей всего из нескольких десятков сторожей и констеблей. Ситуацию усугубляла и нерешительность короля Георга, душевное заболевание которого вследствие развивающейся у него врождённой порфирии стремительно прогрессировало. 
Лишь на пятый день введено было, наконец, военное положение. Этот день, 7 июня 1780 года, названный Горацием Уолполом «чёрной средой», стал кульминацией бунта, когда толпа безуспешно пыталась захватить Банк Англии, оборону которого взял на себя 9-й пехотный полк под командованием Томаса Твислтона. Помимо него, в подавлении приняли участие Королевская конная гвардия, отряды пеших гвардейцев, придворных йоменов, Почётная артиллерийская рота, 2-й Королевский полк линейной пехоты, а также ополченцы из пригородов и соседних графств. К вечеру армейским частям удалось разогнать повстанцев, в массе своей безоружных и неорганизованных. 210 человек убиты были на улицах, 75 скончались в госпиталях от ран, 173 получили тяжкие увечья. Около 450 человек было схвачено, 52 осуждено, из них 20—30 впоследствии были казнены после суда. Спустя несколько дней после подавления мятежа из Америки пришло известие о взятии английской армией 12 мая Чарлстона, встреченное всеобщим ликованием и несколько разрядившее общественную атмосферу.
Гордон был арестован и обвинён в государственной измене, но вскоре оправдан благодаря заступничеству лорда Эрскина и адвоката Томаса. Полемистка и автор гимнов Мария де Флери выпустила в его защиту брошюру и книгу стихов. Впоследствии Гордон принял иудаизм и умер в лондонской тюрьме, куда попал за оскорбление французской королевы Марии Антуанетты.
Одним из предводителей бунта (по другим данным — лишь свидетелем) являлся Иван Романович Ранцов (Ронцов) (1755—1791), внебрачный сын графа Воронцова, несостоявшийся фаворит Екатерины II, живший в Лондоне два месяца. Он был арестован, обвинён в «поджигании» и выдворен в Россию.

## Последствия
Лондонский бунт 1780 года, стихийный по своей природе и не имевший ни определённых планов, ни организованного руководства, имел тем не менее выраженную социальную и антикатолическую направленность. Вспыхнувший в разгар восстания в американских колониях, патриотическими кругами он рассматривался как следствие некой диверсии или подстрекательства со стороны иностранных шпионов, реальность существования которых, впрочем, за более чем двухвековую историю его научного исследования доказана так и не была. Так, летом 1780 года в ходе расследования генеральный прокурор лорд Мэнсфилд заявлял: «Действия толпы диктовались зловещими планами наших закоренелых врагов... Происшедшие бунты были частью тщательно разработанного плана захвата власти в стране». А судья Л. Бэррингтон писал 12 июня: «Говорят, что в большинстве случаев мятежников было немного. Это — правда, но не вся правда. Самыми активными были парни, подготовленные людьми доктора Франклина для дьявольской практики поджогов». Обвинения в адрес посла Соединённых Штатов во Франции высказывали многие политики и государственные деятели. Секретарь «главного виновника» лорда Гордона Роберт Ватсон в свой книге «Жизнь Гордона» писал: «Мало событий в британской истории, которые возбудили бы больше внимания, чем бунт 1780 года и, возможно, ни одно из них не покрыто таким мраком».
Выступление лондонских низов осуждено было не только большинством политиков, чиновников и военных, но и торгово-промышленными слоями населения и представителями среднего класса. Рядом авторов, например, консервативным политиком и публицистом Эдмундом Бёрком, бунт Гордона рассматривался в качестве некой прелюдии к Великой Французской революции: «Свирепая и дикая стихия покинула леса и бродила по нашим улицам во имя перемен… Своего рода „национальное собрание“… потрясло парламент в самом центре государства, установило над ним своеобразный надзор и едва ли не диктовало ему не только законы, но и самые принципы и сущность законодательной власти…»
Дипломатические последствия для Великобритании, репутации которой нанесён был заметный ущерб, были однозначно неблагоприятными. В то время как события в восставших американских колониях настоятельно требовали не только военной, но и финансовой поддержки, от переговоров с ней отказались не только Испания, но и Австрия.
Лондонские события 1780 года доказали эффективность массовой пропаганды, как устной, так и печатной, использующей методы быстрой смены лозунгов, тактики и произвольной интерпретации исторических событий, для обеспечения захвата власти политическими группировками, а также возможность манипуляции с помощью неё общественными настроениями, используя межконфессиональную и межнациональную рознь. Также они стали примером вовлечения в политическую активность несознательных, неуравновешенных и даже психически нездоровых людей, а также асоциальных элементов и лиц с преступными наклонностями.
Ряд политиков и общественных деятелей, в том числе Уильям Петти, граф Шелберн, впечатлённые картиной насилия и разрушений, настоятельно требовали увеличения финансирования и расширения штата лондонской полиции по образцу французской, что было реализовано лишь в следующем столетии. Лондонские события июня 1780 года подорвали популярность радикального политика Джона Уилкса, организованные которым отряды народной милиции не только оказались неэффективными, но и частично поддержали погромщиков и грабителей.
Многие пострадавшие католики добились через суды компенсаций за причинённый ущерб, и лишь вышеназванный виноторговец Лэнгдейл, оценивший свои потери в 100 000 фунтов стерлингов, отказался от денег, получив взамен разрешение на беспошлинную перегонку спиртных напитков в течение всего лишь года, чем сумел изрядно возместить понесённые убытки.

## В художественной литературе
- События Лондонского бунта 1780 года изображаются в антиякобинском романе Джорджа Уокера «Бродяга» (1799), главный герой которого становится одним из главных его участников.
- Их касается Мария Эджуорт в своём историческом романе «Харрингтон» (1817), два персонажа которого, принятые повстанцами за папистов, укрываются в доме богатого испанского еврея.
- Бунт красочно изображён в историческом романе Чарлза Диккенса «Барнеби Радж» (1840—1841).
- Лондонские события 1780 года изображены в романе Джона Кризи «Хозяева Боу-стрит» (1974).
- В историко-приключенческих романах Бернарда Корнуэлла о приключениях королевского стрелка Шарпа (1981—2007) главный герой в возрасте трёх лет теряет родную мать, убитую при подавлении лондонских беспорядков 1780 года.
- Описывается в историческом романе Миранды Херн «Вечная жизнь» (2003), главные герои которого волею судьбы оказываются в центре беспорядков.
- В романе Джона Уитборна «ВавиЛондон» (2020) полуфантастическое описание восстания Гордона содержит элементы мистики и имеет апокалиптическую развязку.
- «Король Толпа» является одним из главных героев серии комиксов Гранта Моррисона «Невидимки» (1994—2000).